# Староселье (Удомельский район)
Староселье — деревня в Удомельском городском округе Тверской области.

## География
Деревня находится в северной части Тверской области на расстоянии приблизительно 21 км на север-северо-восток по прямой от железнодорожного вокзала города Удомля на южном берегу озера Белое.

## История
Деревня была известна с 1478 года. Здесь было учтено дворов (хозяйств) 10 (1859 год), 17 (1886), 11 (1911), 15 (1958), 71 (1986), 71 (2000). В советский период истории здесь действовали колхозы «Белозерский», им. Калинина, «Мир» и совхоз «Куровский». До 2015 года входила в состав Куровского сельского поселения до упразднения последнего. С 2015 года в составе Удомельского городского округа.

## Население
Численность населения: 64 человека (1859 год), 104 (1886), 87 (1911), 49(1958), 189 (1986), 33 (русские 79 %) в 2002 году, 42 в 2010.